# Сорочьи скалы
Сорочьи скалы — гранитные скалы на левом берегу реки Большой Рефт в 8 км к западу от города Асбест в Свердловской области, Россия. Скалы имеют характерную матрацевидную форму, протяжённость скал около 300 м, высота до 12 м. К Сорочьим скалам ведёт грунтовая дорога, от окраины города Асбеста около 6 км.
В 2001 году постановлением Правительства Свердловской области от 17 января 2001 года № 41-ПП Сорочьи скалы были объявлены геоморфологическим памятником природы. Этим же правовым актом охрана территории объекта возложена на Сухоложское лесничество. Площадь особо охраняемой природной территории составляет 1,5 га.